# Shahpur (Bhojpur)
Shahpur is een notified area in het district Bhojpur van de Indiase staat Bihar. 

## Demografie
Volgens de Indiase volkstelling van 2001 wonen er 14.456 mensen in Shahpur, waarvan 52% mannelijk en 48% vrouwelijk is. De plaats heeft een alfabetiseringsgraad van 47%. 